# Vai amor
Vai amor è un singolo del rapper danese Gilli, pubblicato il 17 maggio 2019 come primo estratto dal primo album in studio Kiko.

## Tracce
Testi di Kian Rosenberg Larsson, musiche di Nicki Pooyandeh.
1. Vai amor – 2:46

## Formazione
- Gilli – voce
- Nicki Pooyandeh – produzione
- Jesper Vivid Vestergaard – mastering, missaggio
- Lasse Joen Sørensen – mastering, missaggio

## Classifiche

### Classifiche settimanali
| Classifica (2019) | Posizione massima |
| ----------------- | ----------------- |
| Danimarca         | 1                 |

### Classifiche di fine anno
| Classifica (2019) | Posizione |
| ----------------- | --------- |
| Danimarca         | 1         |
| Classifica (2020) | Posizione |
| Danimarca         | 51        |